# 科盛路站
科盛路站是佛山地铁3号线的一个车站，位于中国广东省佛山市南海区规划狮山工业大道及规划路交叉路口处。该站于2024年8月23日启用。

## 车站结构

### 车站楼层
本站为地下两层岛式车站，全长209.6米、站台宽11米，标准段宽度19.7米。
| 地下一层 | 站厅     | 售票机、客服中心、商店、警务室、安检设施 |  |  |
| 地下二层 | 1 站台   | █3号线 佛山大学方向（下站：博爱中路）    |  |  |
|          | 岛式站台 |                                          |  |  |
|          | 2 站台   | █3号线 联和方向（下站：兴业东路）        |  |  |

### 站台
本站设有一个岛式站台，位于规划道路的地底。

### 出入口
本站设有A、B、C、D四个出入口，分布于规划道路东西两侧。车站启用时，仅开放西侧的A、D口供乘客进出。
|                                           |                                                       |      |                |                                  |
| 編號                                      | 设施                                                  | 照片 | 出口指示       | 建議前往的目的地                 |
| A                                         | 盲道标志 · 无障碍通道标志 · 升降机标志 · 扶手电梯标志 |      | 狮山工业大道北 |                                  |
| D                                         | 盲道标志 · 扶手电梯标志                               |      | 狮山工业大道北 | 罗穆路穆院工业区公交车站（北行） |
| 註： 設有 \| 設有 \| 設有 \| 設有扶手電梯 |                                                       |      |                |                                  |

## 历史
本站在规划、建设期间使用的站名是太平站。3号线于2012年获批时已有设置本站，属于高架站。2015年，3号线规划变更，线路仍然有设置本站，唯该站已变成地下站。2022年，本站定名为科盛路站。
2018年10月19日，本站首块底板浇筑完成，并进入主体结构施工阶段。2019年4月22日，本站主体结构封顶。
2024年8月23日，本站随3号线“联和至佛山大学”段开通而启用。